# Бедер
Бедер (хорв. Beder) — населений пункт у Хорватії, у Загребській жупанії у складі міста Самобор.

## Населення
Населення за даними перепису 2011 року становило 83 осіб.
Динаміка чисельності населення поселення:

## Клімат
Середня річна температура становить 9,41 °C, середня максимальна – 22,97 °C, а середня мінімальна – -5,96 °C. Середня річна кількість опадів – 1126 мм.
| Клімат поселення                              | Клімат поселення | Клімат поселення | Клімат поселення | Клімат поселення | Клімат поселення | Клімат поселення | Клімат поселення | Клімат поселення | Клімат поселення | Клімат поселення | Клімат поселення | Клімат поселення | Клімат поселення |
| Показник                                      | Січ.             | Лют.             | Бер.             | Квіт.            | Трав.            | Черв.            | Лип.             | Серп.            | Вер.             | Жовт.            | Лист.            | Груд.            |                  |
| Середній максимум, °C                         | 5,73             | 7,03             | 10,93            | 14,88            | 19,78            | 22,97            | 21,86            | 21,31            | 17,61            | 12,62            | 7,11             | 3,71             |                  |
| Середня температура, °C                       | −0,11            | 1,18             | 5,08             | 9,02             | 13,91            | 17,13            | 18,96            | 18,38            | 14,69            | 9,69             | 4,19             | 0,80             |                  |
| Середній мінімум, °C                          | −5,96            | −4,67            | −0,76            | 3,16             | 8,06             | 11,28            | 16,04            | 15,48            | 11,78            | 6,79             | 1,28             | −2,11            |                  |
| Норма опадів, мм                              | 55               | 60               | 77               | 87               | 96               | 124              | 107              | 110              | 111              | 107              | 109              | 83               |                  |
| Середньомісячна швидкість вітру, м/с          | 1.71             | 1.84             | 2.20             | 2.15             | 2.05             | 1.82             | 1.76             | 1.66             | 1.60             | 1.71             | 1.82             | 1.78             |                  |
| Середньомісячна сонячна радіація, кДж/м²·день | 4197             | 6929             | 10438            | 14716            | 18678            | 20522            | 21456            | 18490            | 13722            | 8715             | 4628             | 3443             |                  |
| --------------------------------------------- | ---------------- | ---------------- | ---------------- | ---------------- | ---------------- | ---------------- | ---------------- | ---------------- | ---------------- | ---------------- | ---------------- | ---------------- | ---------------- |
| Джерело:                                      |                  |                  |                  |                  |                  |                  |                  |                  |                  |                  |                  |                  |                  |